# 媄子内亲王
媄子内亲王（1001年1月12日—1008年6月30日），是日本第66代一条天皇与皇后藤原定子的次女。其生后第二日凌晨，母后定子即崩逝。媄子自己也年仅7岁便夭折。無品。

## 生平
媄子内亲王生于竹三条宫，生后翌日凌晨母后崩逝。父帝一条天皇派遣女官将她迎接入宫。随后媄子内亲王被祖母东三条院藤原诠子收为养女。長保3年閏12月22日（1002年2月7日）媄子年满1岁时，祖母东三条院亦崩。随后媄子转由姨母御匣殿抚养，此时御匣殿也抚养着媄子的姐姐脩子内亲王和哥哥敦康亲王。

数月后的長保4年6月3日（1002年7月15日），姨母御匣殿亦崩。此后，据《荣花物语》所载，媄子与姐姐脩子分别被养育于母亲的娘家中。

長保4年12月27日（1003年2月1日），媄子内亲王举行了穿袴仪式。但她是何时被封内亲王的如今已不可查。按《大日本史》的行文顺序，或是在其为东三条院收养之后。

長保5年（1003年），媄子内亲王發生鼻子里被塞入双陆（一种休闲游戏）的骰子的事件。僧侣庆円为媄子加持做法后骰子被取出，一条天皇因此褒奖了庆元。

宽弘5年（1008年），媄子内亲王染病。父帝一条天皇命僧人文庆为女儿祈祷康复，媄子内亲王在那之后有所回转。一条天皇十分开心，升任文庆为权律师。但到当年五月，媄子内亲王病情恶化，于信浓守藤原佐光的郁芳门府邸夭折，年仅7岁。